# Alyssum
Alyssum es un género de unas 100-170 especies de plantas, en la familia Brassicaceae, nativas de Europa, Asia, y el norte de África, con la mayor diversidad de  especies en la región mediterránea.

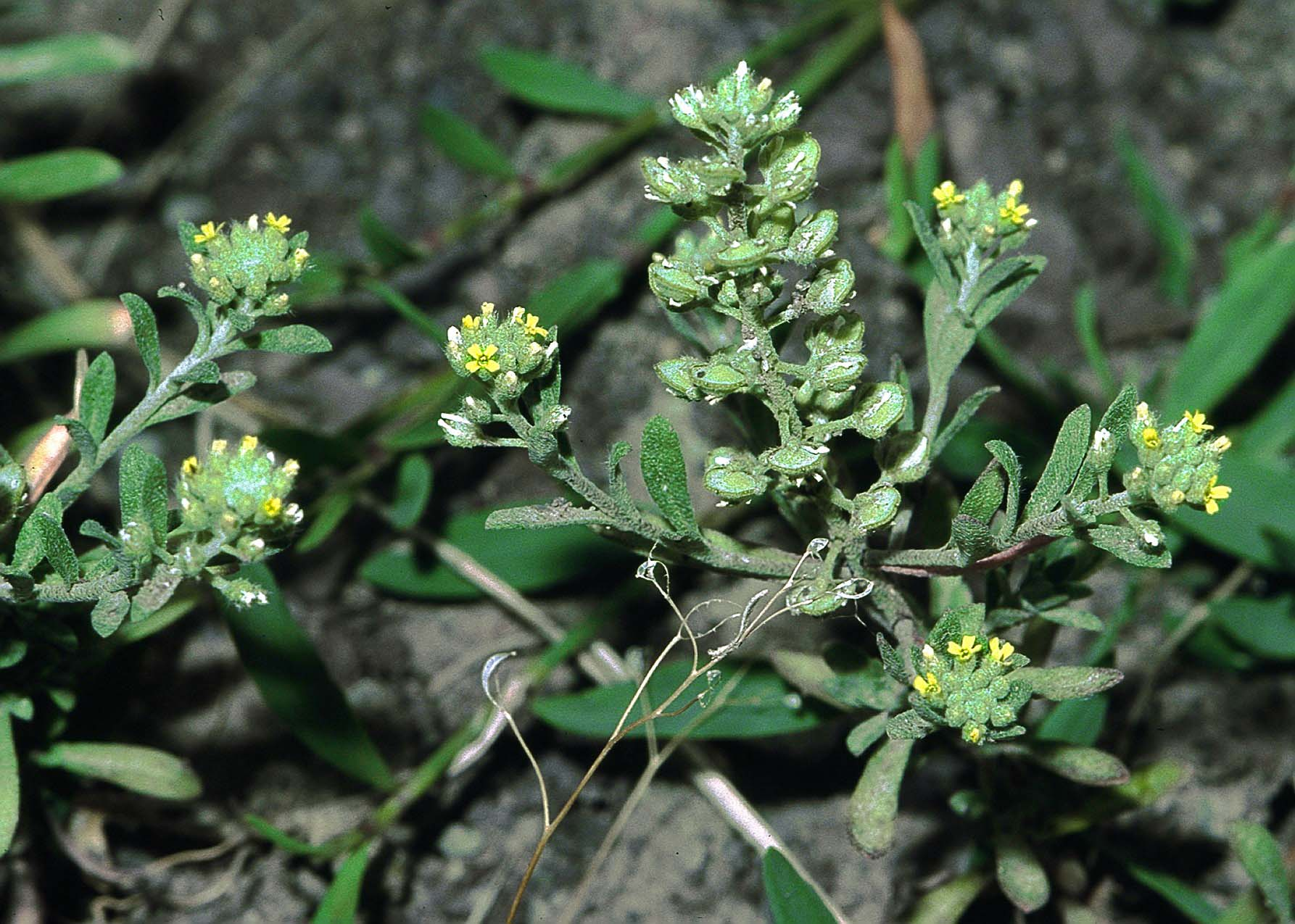
Alyssum allyssoides

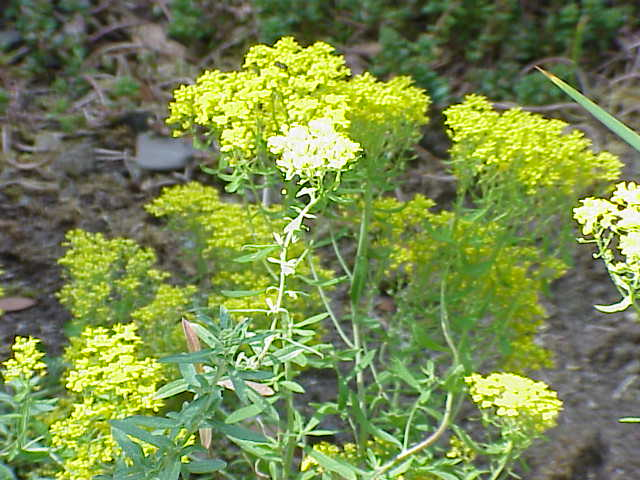
Alyssum murale

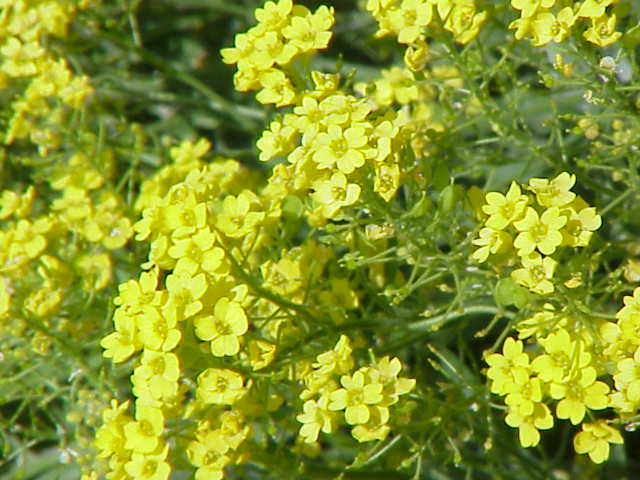
Alyssum saxatile

Entre sus especies se encuentran las principales plantas hiperacumuladoras de níquel.

## Descripción
El género comprende plantas anuales y perennes, plantas herbáceas o más raramente arbustos pequeños, alcanzando de 10 a 100 cm de altura, con hojas oblongo ovoideas y  flores amarillas o blancas (rosas a púrpuras en unas pocas  especies).
El género Lobularia está estrechamente relacionado con Alyssum y anteriormente estaba incluido en este. La especie ampliamente cultivada y popularmente conocida como "aliso dulce" es Lobularia maritima.

## Taxonomía
El género fue descrito por Carlos Linneo y publicado en Species Plantarum 2: 650. 1753.
Etimología
Alyssum: nombre genérico que deriva del griego antiguo álysson; latínizado. alysson = nombre de diversas plantas que supuestamente curaban la rabia (gr. lýssa f.). En Dioscórides, una mata pequeña, un tanto áspera, de hojas redondas, entre las que se muestra el fruto, según unos la Fibigia clypeata (L.) Medik. (crucíferas), en otros la Asperula arvensis L. (rubiáceas) e incluso una Veronica sp. (escrofulariáceas). En Plinio el Viejo es una planta silvestre parecida a la rubia (Rubia tinctorum L., rubiáceas); según parece, la raspalengua (Rubia peregrina L.)

## Algunas especies
- Alyssum alpestre
- Alyssum alyssoides
- Alyssum argenteum
- Alyssum atlanticum
- Alyssum baeticum
- Alyssum bertolonii
- Alyssum borzaeanum
- Alyssum cadevallianum
- Alyssum caliacrae
- Alyssum calycocarpum
- Alyssum canescens
- Alyssum corsicum
- Alyssum corymbosoides
- Alyssum cuneifolium
- Alyssum dasycarpum
- Alyssum densistellatum
- Alyssum desertorum
- Alyssum diffusum
- Alyssum doerfleri
- Alyssum euboeum
- Alyssum fallacinum
- Alyssum fastigiatum
- Alyssum fedtschenkoanum
- Alyssum fischeranum
- Alyssum foliosum
- Alyssum fragillimum
- Alyssum fulvescens
- Alyssum granatense
- Alyssum gustavssonii
- Alyssum handelii
- Alyssum heldreichii
- Alyssum heterotrichum
- Alyssum hirsutum
- Alyssum homalocarpum
- Alyssum idaeum
- Alyssum lanceolatum
- Alyssum lapeyrousianum
- Alyssum lassiticum
- Alyssum lenense
- Alyssum ligusticum
- Alyssum linifolium
- Alyssum longicaule
- Alyssum longistylum
- Alyssum macrocarpum
- Alyssum markgrafii
- Alyssum minus
- Alyssum minutum
- Alyssum moellendorfianum
- Alyssum montanum
- Alyssum murale
- Alyssum nebrodense
- Alyssum nevadense
- Alyssum obovatum
- Alyssum obtusifolium
- Alyssum ovirense
- Alyssum pulvinare
- Alyssum purpureum
- Alyssum pyrenaicum
- Alyssum repens
- Alyssum reverchonii
- Alyssum robertianum
- Alyssum rostratum
- Alyssum scardicum
- Alyssum serpyllifolium
- Alyssum sibiricum
- Alyssum siculum
- Alyssum simplex
- Alyssum smolikanum
- Alyssum smyrnaeum
- Alyssum sphacioticum
- Alyssum spinosum
- Alyssum stapfii
- Alyssum stribrnyi
- Alyssum szowitsianum
- Alyssum tavolarae
- Alyssum taygeteum
- Alyssum tenium
- Alyssum tenuifolium
- Alyssum tortuosum
- Alyssum turkestanicum
- Alyssum umbellatum
- Alyssum wierzbickii
- Alyssum wulfenianum